# Peridroma kanoi
Peridroma kanoi är en fjärilsart som beskrevs av Chang. Peridroma kanoi ingår i släktet Peridroma och familjen nattflyn. Inga underarter finns listade i Catalogue of Life.